# Aérodrome de Banfora
L'aéroport de Banfora est un aéroport d’usage public situé à 4 miles au nord-est de Banfora, dans la province de Comoé, au Burkina Faso.